# 鍾離権

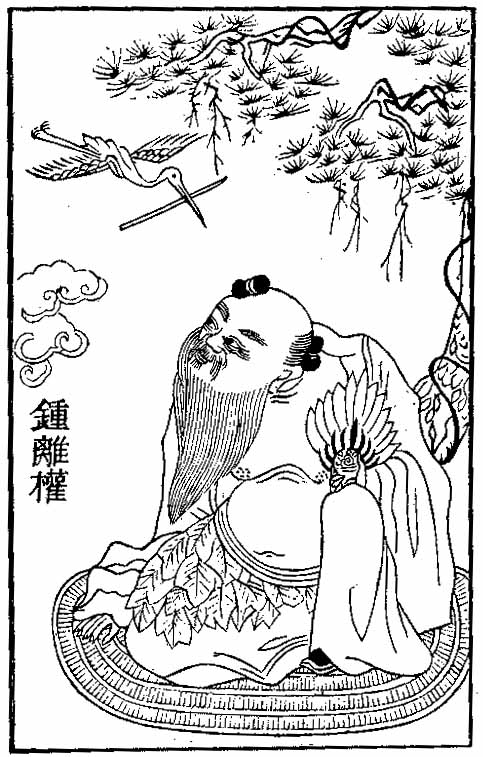
鍾離権

鍾離 権（しょうり けん）は、中国の代表的な仙人である八仙の一人。
姓を鍾離といい、名は権である。字は寂道。号は雲房先生。正陽真人とも呼ばれる。
漢鍾離（かんしょうり）という別名もあるが、これは「漢の人、鍾離権」の意味である。もとは漢に仕えており、左諫議大夫になったが、漢が滅んだ後は西晋に仕えて将軍になった。しかしある戦いで敗れ、終南山に逃げ込むも、道に迷ってしまう。山中をさまよい歩いていると、東華帝君に出逢い、長生真訣・赤符玉篆金科霊文・金丹火候青龍剣法を授かったという。
しかし、実際は五代の人であり、「天下都散漢（天下一の暇人）鍾離（鍾離権）」と自称していたのが、「漢の人、鍾離権」になってしまったという説もある。
その姿は頭に二つのあげまきを結い、太った腹を晒したものとして描かれる。暗八仙は芭蕉扇であり、死者の魂をよみがえらせることができるという。
師は前述のとおり東華帝君、弟子は呂洞賓・曹国舅。
全真教では、東華帝君の教えを呂洞賓に授けたものとして重視され、「正陽開悟伝道垂教帝君」の封号をもっている。